# Burmagomphus collaris
Burmagomphus collaris – gatunek ważki z rodziny gadziogłówkowatych (Gomphidae).